# 独立時計師アカデミー

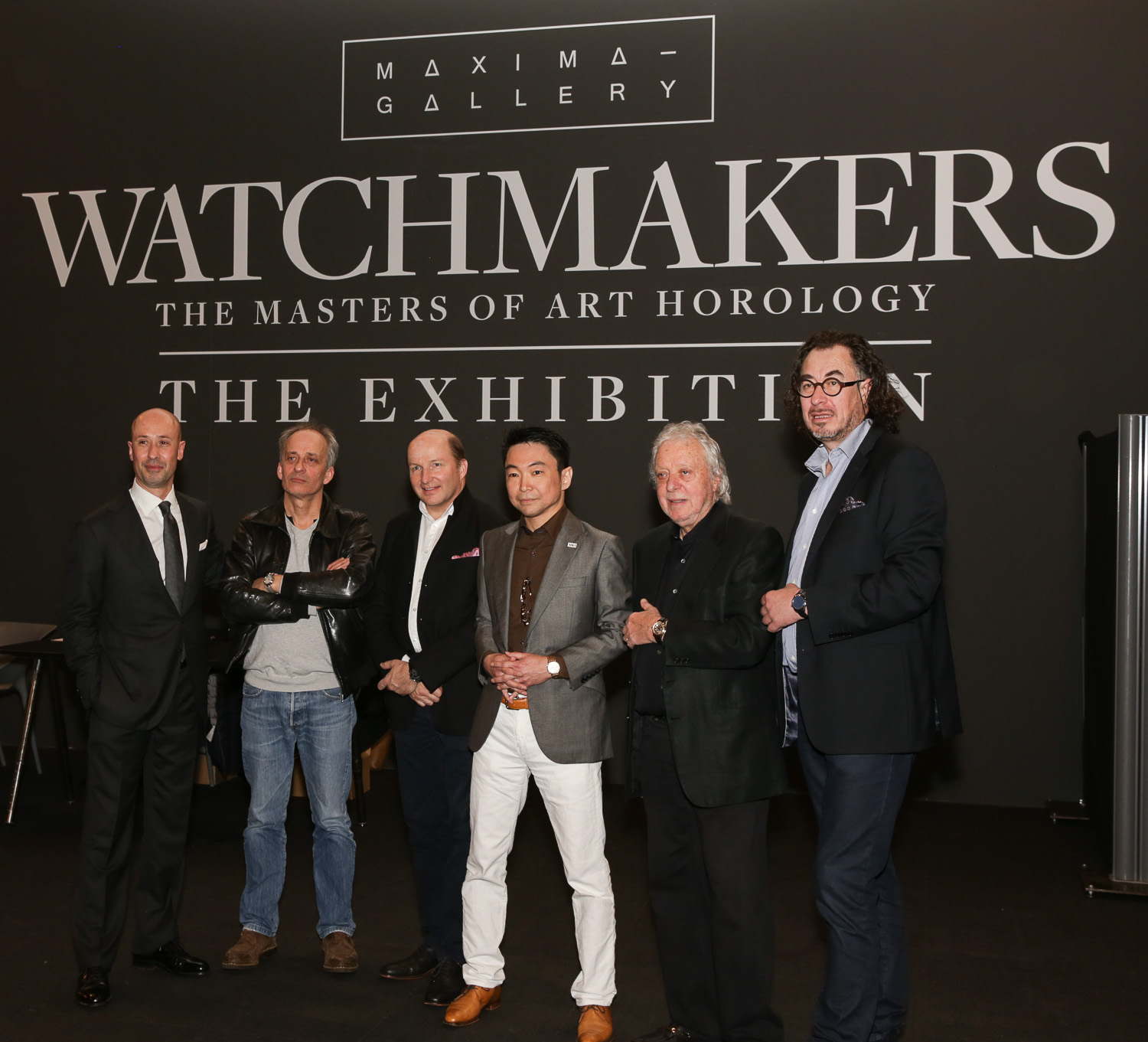
世界巡回展『Watchmakers』（ローマ、2018年）。独立時計師アカデミーの時計師の作品が展示された。写真内、左から2番目のヴィアネイ・ハルター、3番目のカリ・ヴティライネン、4番目の浅岡肇、6番目のルドヴィック・バルワーが独立時計師アカデミー会員である。

独立時計師アカデミー（Académie Horlogère Des Créateurs Indépendants 、AHCI）はメーカーやサプライヤーに属さない独立時計師から構成された国際的な組織である。日本ではスイス独立時計師アカデミーや、アカデミー独立時計師協会とも呼ばれる。設立は1985年（スイス）。伝統的な手作業での時計製造を推進する組織であり、所属している時計師はトゥールビヨンをはじめとする複雑機構を搭載した腕時計を自身の手で作り上げることから、時計業界において「神の手を持つ」と称されることもある。2025年現在40名の時計師が所属。腕時計だけでなく、置時計や掛時計などを手掛ける時計師も所属している。
1987年よりバーゼル・フェアの出展を行うなど、組織としても精力的に活動している。2015年、日本でも初めて独立時計師アカデミーによる本格的な展示受注会が松屋銀座にて行われた。また、2018年にはパリ、ロンドン、ニューヨーク、ローマ、香港で開催された世界巡回展「Watchmakers」に所属する多くの時計師が参加した。2022年より、ジュネーブの展示会場で単独の新作発表を行っている。
著名なメンバーとしてはスヴェン・アンデルセン、ヴィンセント・カラブレーゼ、ジョージ・ダニエルズ（2011年死去）、フィリップ・デュフォー、ポール・ゲルバー、ヴィアネイ・ハルター、フランソワ・ポール・ジュルヌ（François-Paul Journe）、矯大羽(2020年死去)、フランク・ミュラー（現在はフランク・ミュラー・ウォッチランドを設立）、アントワーヌ・プレジウソ、浅岡肇、菊野昌宏が挙げられる。メンバーの多くは少量生産だが、大手ブランドと協業し量産品を提供する場合もある。ドイツ革製品メーカーのゴールドファイルとのコラボレーションモデルや、ハリー・ウィンストンのオーパスシリーズが代表的な事例である。またメンバー自身が部品会社を所有し他の時計メーカーに部品供給をすることもある。カリ・ヴティライネンのケースメーカーVoutilainen & Cattinや文字盤メーカーComblémineが有名である。
日本人は浅岡肇と菊野昌宏、牧原大造の3名が所属。菊野昌宏は2011年に会員候補となり、2013年には会員となった。浅岡肇は2015年に会員となった。2019年には牧原大造が新たな会員候補となり、2022年に会員となった。